# Teatro D. Pedro
O Teatro D. Pedro, antes chamado de Theatro Dom Pedro e de Teatro Municipal Paulo Gracindo, é um teatro localizado em Petrópolis, Brasil.
Foi inaugurado no dia 2 de janeiro de 1933 pela Empresa D'Angelo & Cia. Ltda., com projeto do arquiteto Armando de Oliveira, construção de Francisco de Carolis, assistência técnica do engenheiro e arquiteto Roberto Caburi, decoração e pintura de Carlos Schaefer. O teatro localiza-se em Petrópolis. Durante o evento da inauguração, o compositor e maestro Octavio Maul - nascido em Petrópolis - foi o regente da orquestra que se apresentava na abertura do Teatro.
Teatro em estilo art déco, sua decoração interna foi realizada por Carlos Schafer, petropolitano, criando dos estilos diferentes – geométrico, mitológico e futurista, como em flores com as corolas viradas de cabeça para baixo – fazendo com que o teatro seja considerado de estilo eclético e uma referência cultural e artística para Petrópolis, para o estado do Rio de Janeiro e para o Brasil, por fugir aos referenciais de teatros do início do século.

## O teatro
Na época de sua inauguração, o teatro contava com capacidade para mil pessoas, com 17 camarotes na segunda plateia. Atualmente conta com quinhentos lugares divididos em plateia, segunda plateia (balcão) e camarotes. A redução de mil para quinhentos lugares é uma resultante de progressivas mudanças nas normas de segurança ocorridas nas seis décadas do cine-teatro. Porém, o número dos camarotes não mudou.

## Nome
Após a restauração, em 2003 recebeu uma nova denominação, e passou a ser chamado de "Teatro Municipal Paulo Gracindo", em homenagem a sua atuação no dia da inauguração. A população e a classe artística da cidade, contudo, demonstrou-se contrária à renomeação e, em 8 de junho de 2009, o teatro voltou a ter sua denominação original de Teatro D. Pedro. O sítio oficial do teatro, contudo, preserva o nome do ator.